# جمهوری خمر
جمهوری خمر (خمری: សាធារណរដ្ឋខ្មែរ، فرانسوی: République khmère‎) یک حکومت نظامی هوادار ایالات متحده آمریکا بود که در ۹ اکتبر ۱۹۷۰ در کامبوج تشکیل شد. این حکومت در ۱۷ آوریل ۱۹۷۵ سقوط کرد. کامبوج بعد از سقوط جمهوری خمر، به دست خمرهای سرخ افتاد.
سران جمهوری خمر، لون نول و سیسووات سیریک ماتاک بودند.
نام سرزمین کنونی کامبوج و اقوامی از تایلند و ویتنام بود. خِمِرها یا مردمان خمر بزرگترین گروه قومی کشور کامبوج در جنوب شرقی آسیا هستند. بیش از نود درصد از جمعیت چهارده میلیونی کامبوج را خمرها تشکیل می‌دهند. زبان خمرها خِمِری است اما خمری شمالی و فرانسوی نیز بین این مردم رایج است. بیش از یک و نیم میلیون خمر در کشور تایلند و کمتر از آن در ویتنام زندگی می‌کنند. بیشتر مردم خمر پیرو آئین بودائیسم هستند.